# محمد مجدی (بازیکن فوتبال، زاده ۱۹۹۳)
محمد مجدی (عربی: محمد مجدي؛ زادهٔ ۷ ژوئیهٔ ۱۹۹۳) ورزشکار فوتبال اهل مصر است.
وی همچنین در تیم ملی فوتبال مصر بازی کرده‌است.